# Ferdinand Faczinek
Ferdinand Faczinek (Bratislava, 31 dicembre 1911 – 11 aprile 1991) è stato un calciatore e allenatore di calcio cecoslovacco, di ruolo attaccante.

## Palmarès

### Giocatore

#### Competizioni nazionali
- Campionato cecoslovacco: 1

Sparta Praga: 1935-1936
- Campionato francese: 1

Sochaux: 1937-1938

#### Competizioni internazionali
- Coppa Mitropa: 1

Sparta Praga: 1935